# Skovblåfugl
Skovblåfugl (Celastrina argiolus) er en sommerfugl i blåfuglefamilien. Det er en af verdens mest almindelige og udbredte blåfugle. Den findes næsten over hele den nordlige halvkugles tempererede og subtropiske områder. I Danmark findes den spredt over hele landet i skove, tilgroede moser og på heder og undertiden langs læhegn og i villakvarterer.
Arten blev videnskabeligt beskrevet af Carl von Linné i 1758 og blev i 2017 Finlands nationalsommerfugl i forbindelse med 100-årsjubilæet for selvstændigheden.

## Udseende
Oversiden er blå og lysest hos hunnen, der desuden har brede sortgrå vingesømme på forvingerne. Hannen kan kendes fra andre blå blåfugle på de tavlede vingefrynser. Begge køn har lys hvidblå underside med små stregformede pletter, især på forvingerne. Vingefanget er 25-32 millimeter.

## Livscyklus
Skovblåfuglen kan dukke op allerede i midten af april som en af de tidligste blåfugle i Danmark. Den flyver gennem hele maj til ind i juni. Der kan nogle gange ses en anden generation fra juli til september. Hyppigheden af anden generation varierer med landsdelen. De er hyppigst på Bornholm, Lolland-Falster og Møn, mens den er sjælden i fx Østjylland. Som den eneste danske blåfugl overvintrer arten som puppe,

## Larvens foderplanter
Larven kan leve på mange forskellige planter. Fra Danmark er især kendt tørst og vedbend, men også benved, hedelyng, kristtorn, kornel og snebær er kendt.

## Billeder
- Undersiden med de små stregformede pletter på forvingen.